# 776
| 776                |
| ------------------ |
| Dødsfald - Fødsler |
|                    |

| Gregoriansk kalender | 776 DCCLXXVI            |
| Ab urbe condita      | 1529                    |
| Armensk kalender     | 225 ԹՎ ՄԻԵ              |
| Kinesiske kalender   | 3472 – 3473 乙卯 – 丙辰 |
| Etiopisk kalender    | 768 – 769               |
| Jødisk kalender      | 4536 – 4537             |
| Hindukalendere       |                         |
| - Vikram Samvat      | 831 – 832               |
| - Shaka Samvat       | 698 – 699               |
| - Kali Yuga          | 3877 – 3878             |
| Iransk kalender      | 154 – 155               |
| Islamisk kalender    | 159 – 160               |

Se også 776 (tal)